# La Asunción
Pour les articles homonymes, voir Asunción (homonymie).
La Asunción est le chef-lieu de la municipalité d'Arismendi et capitale de l'État de Nueva Esparta au Venezuela. En 2001, sa population est estimée à 23 097 habitants.

## Personnalités liées
- Chelique Sarabia (1940-), poète et homme politique, y réside

## Sources
- (es) Cet article est partiellement ou en totalité issu de l’article de Wikipédia en espagnol intitulé « La Asunción » (voir la liste des auteurs).